# Campeonato de Fútbol de Costa Rica 1984
La temporada 1984 de la Liga Superior fue la 65.ª edición de la máxima categoría del sistema de Ligas costarricenses de fútbol. Se disputó desde el 8 de abril de 1984 y concluyó el 16 de enero de 1985.
El equipo Alajuelense se proclamó campeón por ser líder de las fases de clasificación y pentagonal.

## Sistema de competición
La temporada de la Liga Superior estuvo conformada en tres partes:
- Fase de clasificación: Se integró por las 36 jornadas del certamen.
- Fase pentagonal: Se integró por un grupo con los cinco mejores equipos.
- Gran final: Eventual serie final entre el líder de la clasificación y el líder de la pentagonal.

### Fase de clasificación
En la fase de clasificación se observó el sistema de puntos. La ubicación en la tabla general, estuvo sujeta a lo siguiente:
- Por juego ganado se otorgaron dos puntos.
- Por juego empatado se otorgó un punto.
- Por juego perdido no se otorgaron puntos.

En esta fase participaron los 10 clubes de la Liga Superior jugando todos contra todos durante las 36 jornadas respectivas a lo largo de la temporada, a visita recíproca durante cuatro vueltas.
El orden de los clubes al final de la fase de clasificación del torneo correspondió a la suma de los puntos obtenidos por cada uno de ellos y se presentó en forma descendente. Si al finalizar las 36 jornadas del torneo, dos o más clubes estuviesen empatados en puntos, su posición en la tabla general fue determinada atendiendo a los siguientes criterios de desempate:
1. Mayor diferencia positiva general de goles. Este resultado se obtiene mediante la sumatoria de los goles anotados a todos los rivales, en cada campeonato menos los goles recibidos de estos.
2. Mayor cantidad de goles a favor, anotados a todos los rivales dentro de la misma competencia.
3. Mejor puntuación particular que hayan conseguido en las confrontaciones particulares entre ellos mismos.
4. Mayor diferencia positiva particular de goles, la cual se obtiene sumando los goles de los equipos empatados y restándole los goles recibidos.
5. Mayor cantidad de goles a favor que hayan conseguido en las confrontaciones entre ellos mismos.
6. Como última alternativa, el ente organizador realizaría un sorteo para el desempate.

El último equipo clasificado sería reemplazado por el campeón de la segunda categoría para la siguiente campaña.

### Fase pentagonal
Al término de las 36 jornadas de la fase anterior, los cinco mejores equipos ubicados según su grupo disputan una pentagonal, y el equipo que obtuvo el primer lugar de la clasificación general se asegura un puesto en la gran final de manera automática. Si este repite su condición de líder, se corona campeón, de lo contrario si otro club consigue el primer lugar de esta segunda fase, se extiende el campeonato a una serie final. En total se desarrollaron 10 fechas de visita recíproca con un equipo libre en cada jornada.

### Gran final
Eventual serie final entre el líder de la etapa de clasificación y el líder de la pentagonal a dos partidos para definir un campeón.
Los dos equipos mejores posicionados del campeonato fueron representantes de Costa Rica para la Copa de Campeones de la Concacaf 1986.

## Información de los equipos
Tomaron parte en el torneo diez clubes, teniendo como ascendido el equipo de Cartaginés.
| Equipo          | Entrenador       | Ciudad     | Estadio          |
| --------------- | ---------------- | ---------- | ---------------- |
| Alajuelense     | Álvaro Grant     | Alajuela   | Morera Soto      |
| Cartaginés      | Juan José Gámez  | Cartago    | "Fello" Meza     |
| Herediano       | Marvin Rodríguez | Heredia    | Rosabal Cordero  |
| Limonense       | Leroy Lewis      | Limón      | Juan Gobán       |
| Puntarenas      | Arnaldo Spíndola | Puntarenas | "Lito" Pérez     |
| Ramonense       | Toribio Rojas    | San Ramón  | Guillermo Vargas |
| Sagrada Familia | Didier Castro    | San José   | Nacional         |
| San Carlos      | Antonio Moyano   | Quesada    | Carlos Ugalde    |
| San José        | Roy Sáenz        | San José   | Nacional         |
| Saprissa        | José Mattera     | Tibás      | Ricardo Saprissa |

### Relevo de plazas
| Descendido a Liga Mayor |
| ----------------------- |
| El Carmen F. C.         |

| Ascendido de Liga Mayor |
| ----------------------- |
| C. S. Cartaginés        |

## Fase de clasificación

### Tabla de posiciones
| Pos. | Equipo                | Pts. | PJ | G  | E  | P  | GF | GC | Dif. | Notas                     |
| ---- | --------------------- | ---- | -- | -- | -- | -- | -- | -- | ---- | ------------------------- |
| 1    | L. D. Alajuelense     | 50   | 36 | 21 | 8  | 7  | 58 | 29 | +29  | Clasifica a la gran final |
| 2    | Deportivo Saprissa    | 49   | 36 | 20 | 9  | 7  | 62 | 27 | +35  | Clasifica a la pentagonal |
| 3    | C. S. Herediano       | 44   | 36 | 17 | 10 | 9  | 47 | 37 | +10  | Clasifica a la pentagonal |
| 4    | A. D. San Carlos      | 41   | 36 | 17 | 7  | 12 | 41 | 40 | +1   | Clasifica a la pentagonal |
| 5    | C. S. Cartaginés      | 38   | 36 | 12 | 14 | 10 | 38 | 33 | +5   | Clasifica a la pentagonal |
| 6    | Municipal Puntarenas  | 36   | 36 | 12 | 12 | 12 | 43 | 40 | +3   |                           |
| 7    | A. D. Sagrada Familia | 32   | 36 | 12 | 8  | 16 | 35 | 42 | −7   |                           |
| 8    | A. D. Ramonense       | 30   | 36 | 10 | 10 | 16 | 23 | 36 | −13  |                           |
| 9    | A. D. Limonense       | 28   | 36 | 10 | 8  | 18 | 38 | 61 | −23  |                           |
| 10   | Municipal San José    | 12   | 36 | 4  | 4  | 28 | 25 | 65 | −40  | Descenso de categoría     |

 Fuente: La República
Criterios de clasificación: Puntos · Diferencia de goles · Goles a favor

## Resultados
| Jornada 1          | Jornada 1 | Jornada 1       | Jornada 1        | Jornada 1  | Jornada 1 |
| Local              | Resultado | Visitante       | Estadio          | Fecha      |           |
| ------------------ | --------- | --------------- | ---------------- | ---------- | --------- |
| Ramonense          | 0 - 1     | Alajuelense     | Guillermo Vargas | 8 de abril |           |
| Cartaginés         | 1 - 1     | Saprissa        | Fello Meza       | 8 de abril |           |
| San José           | 0 - 1     | Herediano       | Nacional         | 8 de abril |           |
| Puntarenas         | 3 - 1     | Sagrada Familia | Lito Pérez       | 8 de abril |           |
| San Carlos         | 2 - 0     | Limonense       | Carlos Ugalde    | 8 de abril |           |
| Total de goles: 10 |           |                 |                  |            |           |

| Jornada 2          | Jornada 2 | Jornada 2  | Jornada 2        | Jornada 2   | Jornada 2 |
| Local              | Resultado | Visitante  | Estadio          | Fecha       |           |
| ------------------ | --------- | ---------- | ---------------- | ----------- | --------- |
| Alajuelense        | 2 - 1     | San Carlos | Morera Soto      | 11 de abril |           |
| Herediano          | 1 - 0     | Cartaginés | Rosabal Cordero  | 11 de abril |           |
| Sagrada Familia    | 2 - 1     | San José   | Ricardo Saprissa | 11 de abril |           |
| Saprissa           | 1 - 0     | Ramonense  | Ricardo Saprissa | 13 de abril |           |
| Limonense          | 1 - 1     | Puntarenas | Juan Gobán       | 15 de abril |           |
| Total de goles: 10 |           |            |                  |             |           |

| Jornada 3          | Jornada 3 | Jornada 3       | Jornada 3        | Jornada 3   | Jornada 3 |
| Local              | Resultado | Visitante       | Estadio          | Fecha       |           |
| ------------------ | --------- | --------------- | ---------------- | ----------- | --------- |
| Ramonense          | 0 - 1     | San Carlos      | Guillermo Vargas | 22 de abril |           |
| Cartaginés         | 1 - 0     | Sagrada Familia | Fello Meza       | 22 de abril |           |
| San José           | 5 - 0     | Limonense       | Nacional         | 22 de abril |           |
| Puntarenas         | 1 - 1     | Alajuelense     | Lito Pérez       | 22 de abril |           |
| Saprissa           | 2 - 0     | Herediano       | Ricardo Saprissa | 24 de abril |           |
| Total de goles: 11 |           |                 |                  |             |           |

| Jornada 4         | Jornada 4 | Jornada 4   | Jornada 4        | Jornada 4   | Jornada 4 |
| Local             | Resultado | Visitante   | Estadio          | Fecha       |           |
| ----------------- | --------- | ----------- | ---------------- | ----------- | --------- |
| Ramonense         | 0 - 0     | San José    | Guillermo Vargas | 25 de abril |           |
| Cartaginés        | 1 - 1     | Puntarenas  | Fello Meza       | 9 de mayo   |           |
| Sagrada Familia   | 1 - 0     | Limonense   | Ricardo Saprissa | 9 de mayo   |           |
| Saprissa          | 2 - 0     | San Carlos  | Ricardo Saprissa | 16 de mayo  |           |
| Herediano         | 2 - 1     | Alajuelense | Rosabal Cordero  | 16 de mayo  |           |
| Total de goles: 8 |           |             |                  |             |           |

| Jornada 5          | Jornada 5 | Jornada 5  | Jornada 5        | Jornada 5   | Jornada 5 |
| Local              | Resultado | Visitante  | Estadio          | Fecha       |           |
| ------------------ | --------- | ---------- | ---------------- | ----------- | --------- |
| Herediano          | 1 - 0     | Ramonense  | Rosabal Cordero  | 29 de abril |           |
| Limonense          | 1 - 2     | Cartaginés | Juan Gobán       | 29 de abril |           |
| Alajuelense        | 1 - 0     | San José   | Morera Soto      | 29 de abril |           |
| San Carlos         | 5 - 3     | Puntarenas | Carlos Ugalde    | 29 de abril |           |
| Sagrada Familia    | 1 - 0     | Saprissa   | Ricardo Saprissa | 29 de abril |           |
| Total de goles: 14 |           |            |                  |             |           |

| Jornada 6         | Jornada 6 | Jornada 6       | Jornada 6        | Jornada 6 | Jornada 6 |
| Local             | Resultado | Visitante       | Estadio          | Fecha     |           |
| ----------------- | --------- | --------------- | ---------------- | --------- | --------- |
| Ramonense         | 0 - 0     | Puntarenas      | Guillermo Vargas | 1 de mayo |           |
| Cartaginés        | 0 - 0     | Alajuelense     | Fello Meza       | 1 de mayo |           |
| San José          | 1 - 0     | San Carlos      | Nacional         | 1 de mayo |           |
| Herediano         | 2 - 2     | Sagrada Familia | Rosabal Cordero  | 1 de mayo |           |
| Saprissa          | 3 - 0     | Limonense       | Ricardo Saprissa | 1 de mayo |           |
| Total de goles: 8 |           |                 |                  |           |           |

| Jornada 7          | Jornada 7 | Jornada 7  | Jornada 7        | Jornada 7 | Jornada 7 |
| Local              | Resultado | Visitante  | Estadio          | Fecha     |           |
| ------------------ | --------- | ---------- | ---------------- | --------- | --------- |
| Sagrada Familia    | 5 - 1     | Ramonense  | Ricardo Saprissa | 6 de mayo |           |
| San Carlos         | 2 - 1     | Cartaginés | Carlos Ugalde    | 6 de mayo |           |
| Puntarenas         | 2 - 1     | San José   | Lito Pérez       | 6 de mayo |           |
| Limonense          | 2 - 2     | Herediano  | Juan Gobán       | 6 de mayo |           |
| Alajuelense        | 0 - 1     | Saprissa   | Morera Soto      | 6 de mayo |           |
| Total de goles: 17 |           |            |                  |           |           |

| Jornada 8          | Jornada 8 | Jornada 8       | Jornada 8        | Jornada 8  | Jornada 8 |
| Local              | Resultado | Visitante       | Estadio          | Fecha      |           |
| ------------------ | --------- | --------------- | ---------------- | ---------- | --------- |
| San José           | 1 - 1     | Cartaginés      | Nacional         | 12 de mayo |           |
| Ramonense          | 2 - 0     | Limonense       | Guillermo Vargas | 13 de mayo |           |
| Alajuelense        | 1 - 0     | Sagrada Familia | Morera Soto      | 13 de mayo |           |
| San Carlos         | 2 - 1     | Herediano       | Carlos Ugalde    | 13 de mayo |           |
| Puntarenas         | 2 - 0     | Saprissa        | Lito Pérez       | 13 de mayo |           |
| Total de goles: 10 |           |                 |                  |            |           |

| Jornada 9          | Jornada 9 | Jornada 9   | Jornada 9        | Jornada 9   | Jornada 9 |
| Local              | Resultado | Visitante   | Estadio          | Fecha       |           |
| ------------------ | --------- | ----------- | ---------------- | ----------- | --------- |
| Sagrada Familia    | 0 - 2     | San Carlos  | Ricardo Saprissa | 25 de abril |           |
| Limonense          | 2 - 0     | Alajuelense | Juan Gobán       | 20 de mayo  |           |
| Cartaginés         | 1 - 0     | Ramonense   | Fello Meza       | 20 de mayo  |           |
| Herediano          | 2 - 0     | Puntarenas  | Rosabal Cordero  | 20 de mayo  |           |
| Saprissa           | 6 - 1     | San José    | Ricardo Saprissa | 20 de mayo  |           |
| Total de goles: 14 |           |             |                  |             |           |

| Jornada 10         | Jornada 10 | Jornada 10 | Jornada 10       | Jornada 10 | Jornada 10 |
| Local              | Resultado  | Visitante  | Estadio          | Fecha      |            |
| ------------------ | ---------- | ---------- | ---------------- | ---------- | ---------- |
| Alajuelense        | 2 - 0      | Ramonense  | Morera Soto      | 27 de mayo |            |
| Saprissa           | 2 - 2      | Cartaginés | Ricardo Saprissa | 27 de mayo |            |
| Herediano          | 1 - 0      | San José   | Rosabal Cordero  | 27 de mayo |            |
| Sagrada Familia    | 2 - 2      | Puntarenas | Ricardo Saprissa | 27 de mayo |            |
| Limonense          | 1 - 2      | San Carlos | Juan Gobán       | 27 de mayo |            |
| Total de goles: 14 |            |            |                  |            |            |

| Jornada 11        | Jornada 11 | Jornada 11      | Jornada 11       | Jornada 11 | Jornada 11 |
| Local             | Resultado  | Visitante       | Estadio          | Fecha      |            |
| ----------------- | ---------- | --------------- | ---------------- | ---------- | ---------- |
| Ramonense         | 1 - 1      | Saprissa        | Guillermo Vargas | 3 de junio |            |
| Cartaginés        | 0 - 0      | Herediano       | Fello Meza       | 3 de junio |            |
| San José          | 1 - 0      | Sagrada Familia | Nacional         | 3 de junio |            |
| Puntarenas        | 2 - 0      | Limonense       | Lito Pérez       | 3 de junio |            |
| San Carlos        | 0 - 3      | Alajuelense     | Carlos Ugalde    | 3 de junio |            |
| Total de goles: 8 |            |                 |                  |            |            |

| Jornada 12        | Jornada 12 | Jornada 12 | Jornada 12       | Jornada 12  | Jornada 12 |
| Local             | Resultado  | Visitante  | Estadio          | Fecha       |            |
| ----------------- | ---------- | ---------- | ---------------- | ----------- | ---------- |
| San Carlos        | 0 - 1      | Ramonense  | Carlos Ugalde    | 10 de junio |            |
| Sagrada Familia   | 0 - 1      | Cartaginés | Ricardo Saprissa | 10 de junio |            |
| Limonense         | 2 - 1      | San José   | Juan Gobán       | 10 de junio |            |
| Alajuelense       | 2 - 1      | Puntarenas | Morera Soto      | 10 de junio |            |
| Herediano         | 1 - 0      | Saprissa   | Nacional         | 10 de junio |            |
| Total de goles: 9 |            |            |                  |             |            |

| Jornada 13        | Jornada 13 | Jornada 13      | Jornada 13       | Jornada 13  | Jornada 13 |
| Local             | Resultado  | Visitante       | Estadio          | Fecha       |            |
| ----------------- | ---------- | --------------- | ---------------- | ----------- | ---------- |
| San José          | 0 - 1      | Ramonense       | Ricardo Saprissa | 30 de mayo  |            |
| Puntarenas        | 0 - 0      | Cartaginés      | Lito Pérez       | 6 de junio  |            |
| Limonense         | 2 - 1      | Sagrada Familia | Nacional         | 13 de junio |            |
| Alajuelense       | 3 - 1      | Herediano       | Nacional         | 27 de junio |            |
| San Carlos        | 1 - 0      | Saprissa        | Nacional         | 4 de julio  |            |
| Total de goles: 9 |            |                 |                  |             |            |

| Jornada 14         | Jornada 14 | Jornada 14      | Jornada 14       | Jornada 14  | Jornada 14 |
| Local              | Resultado  | Visitante       | Estadio          | Fecha       |            |
| ------------------ | ---------- | --------------- | ---------------- | ----------- | ---------- |
| San José           | 0 - 1      | Alajuelense     | Nacional         | 16 de junio |            |
| Ramonense          | 0 - 0      | Herediano       | Guillermo Vargas | 17 de junio |            |
| Cartaginés         | 2 - 1      | Limonense       | Fello Meza       | 17 de junio |            |
| Puntarenas         | 0 - 0      | San Carlos      | Lito Pérez       | 17 de junio |            |
| Saprissa           | 5 - 1      | Sagrada Familia | Ricardo Saprissa | 17 de junio |            |
| Total de goles: 10 |            |                 |                  |             |            |

| Jornada 15         | Jornada 15 | Jornada 15 | Jornada 15    | Jornada 15  | Jornada 15 |
| Local              | Resultado  | Visitante  | Estadio       | Fecha       |            |
| ------------------ | ---------- | ---------- | ------------- | ----------- | ---------- |
| Puntarenas         | 2 - 1      | Ramonense  | Lito Pérez    | 21 de junio |            |
| Alajuelense        | 2 - 1      | Cartaginés | Morera Soto   | 21 de junio |            |
| San Carlos         | 1 - 0      | San José   | Carlos Ugalde | 21 de junio |            |
| Sagrada Familia    | 2 - 1      | Herediano  | Nacional      | 21 de junio |            |
| Limonense          | 2 - 3      | Saprissa   | Juan Gobán    | 21 de junio |            |
| Total de goles: 15 |            |            |               |             |            |

| Jornada 16        | Jornada 16 | Jornada 16      | Jornada 16       | Jornada 16  | Jornada 16 |
| Local             | Resultado  | Visitante       | Estadio          | Fecha       |            |
| ----------------- | ---------- | --------------- | ---------------- | ----------- | ---------- |
| Herediano         | 2 - 1      | Limonense       | Rosabal Cordero  | 6 de junio  |            |
| Ramonense         | 0 - 1      | Sagrada Familia | Guillermo Vargas | 24 de junio |            |
| Cartaginés        | 0 - 1      | San Carlos      | Fello Meza       | 24 de junio |            |
| San José          | 1 - 1      | Puntarenas      | Nacional         | 24 de junio |            |
| Saprissa          | 0 - 0      | Alajuelense     | Ricardo Saprissa | 24 de junio |            |
| Total de goles: 7 |            |                 |                  |             |            |

| Jornada 17         | Jornada 17 | Jornada 17  | Jornada 17       | Jornada 17  | Jornada 17 |
| Local              | Resultado  | Visitante   | Estadio          | Fecha       |            |
| ------------------ | ---------- | ----------- | ---------------- | ----------- | ---------- |
| Limonense          | 3 - 1      | Ramonense   | Juan Gobán       | 1 de julio  |            |
| Cartaginés         | 1 - 0      | San José    | Fello Meza       | 1 de julio  |            |
| Herediano          | 2 - 3      | San Carlos  | Nacional         | 1 de julio  |            |
| Saprissa           | 2 - 0      | Puntarenas  | Ricardo Saprissa | 1 de julio  |            |
| Sagrada Familia    | 1 - 1      | Alajuelense | Ricardo Saprissa | 11 de julio |            |
| Total de goles: 14 |            |             |                  |             |            |

| Jornada 18         | Jornada 18 | Jornada 18      | Jornada 18       | Jornada 18 | Jornada 18 |
| Local              | Resultado  | Visitante       | Estadio          | Fecha      |            |
| ------------------ | ---------- | --------------- | ---------------- | ---------- | ---------- |
| Ramonense          | 1 - 1      | Cartaginés      | Guillermo Vargas | 8 de julio |            |
| Alajuelense        | 6 - 0      | Limonense       | Morera Soto      | 8 de julio |            |
| San Carlos         | 0 - 0      | Sagrada Familia | Carlos Ugalde    | 8 de julio |            |
| Puntarenas         | 2 - 0      | Herediano       | Lito Pérez       | 8 de julio |            |
| San José           | 0 - 1      | Saprissa        | Nacional         | 8 de julio |            |
| Total de goles: 11 |            |                 |                  |            |            |

| Jornada 19        | Jornada 19 | Jornada 19      | Jornada 19       | Jornada 19   | Jornada 19 |
| Local             | Resultado  | Visitante       | Estadio          | Fecha        |            |
| ----------------- | ---------- | --------------- | ---------------- | ------------ | ---------- |
| San José          | 2 - 3      | Herediano       | Nacional         | 12 de agosto |            |
| Cartaginés        | 0 - 0      | Saprissa        | Fello Meza       | 12 de agosto |            |
| Ramonense         | 1 - 0      | Alajuelense     | Guillermo Vargas | 12 de agosto |            |
| Puntarenas        | 0 - 0      | Sagrada Familia | Lito Pérez       | 12 de agosto |            |
| San Carlos        | 1 - 0      | Limonense       | Carlos Ugalde    | 12 de agosto |            |
| Total de goles: 7 |            |                 |                  |              |            |

| Jornada 20         | Jornada 20 | Jornada 20 | Jornada 20       | Jornada 20   | Jornada 20 |
| Local              | Resultado  | Visitante  | Estadio          | Fecha        |            |
| ------------------ | ---------- | ---------- | ---------------- | ------------ | ---------- |
| Saprissa           | 5 - 1      | Ramonense  | Ricardo Saprissa | 15 de agosto |            |
| Herediano          | 0 - 1      | Cartaginés | Rosabal Cordero  | 15 de agosto |            |
| Sagrada Familia    | 1 - 0      | San José   | Nacional         | 15 de agosto |            |
| Alajuelense        | 5 - 1      | San Carlos | Morera Soto      | 15 de agosto |            |
| Limonense          | 1 - 0      | Puntarenas | Fello Meza       | 29 de agosto |            |
| Total de goles: 15 |            |            |                  |              |            |

| Jornada 21        | Jornada 21 | Jornada 21      | Jornada 21       | Jornada 21   | Jornada 21 |
| Local             | Resultado  | Visitante       | Estadio          | Fecha        |            |
| ----------------- | ---------- | --------------- | ---------------- | ------------ | ---------- |
| Ramonense         | 0 - 1      | San Carlos      | Guillermo Vargas | 19 de agosto |            |
| Cartaginés        | 0 - 1      | Sagrada Familia | Fello Meza       | 19 de agosto |            |
| San José          | 0 - 2      | Limonense       | Nacional         | 19 de agosto |            |
| Puntarenas        | 1 - 1      | Alajuelense     | Lito Pérez       | 19 de agosto |            |
| Saprissa          | 0 - 1      | Herediano       | Ricardo Saprissa | 19 de agosto |            |
| Total de goles: 7 |            |                 |                  |              |            |

| Jornada 22         | Jornada 22 | Jornada 22  | Jornada 22       | Jornada 22       | Jornada 22 |
| Local              | Resultado  | Visitante   | Estadio          | Fecha            |            |
| ------------------ | ---------- | ----------- | ---------------- | ---------------- | ---------- |
| Ramonense          | 0 - 0      | San José    | Guillermo Vargas | 16 de septiembre |            |
| Cartaginés         | 2 - 1      | Puntarenas  | Fello Meza       | 16 de septiembre |            |
| Sagrada Familia    | 3 - 0      | Limonense   | Ricardo Saprissa | 16 de septiembre |            |
| Herediano          | 2 - 1      | Alajuelense | Rosabal Cordero  | 16 de septiembre |            |
| Saprissa           | 1 - 0      | San Carlos  | Nacional         | 16 de septiembre |            |
| Total de goles: 10 |            |             |                  |                  |            |

| Jornada 23        | Jornada 23 | Jornada 23 | Jornada 23      | Jornada 23   | Jornada 23 |
| Local             | Resultado  | Visitante  | Estadio         | Fecha        |            |
| ----------------- | ---------- | ---------- | --------------- | ------------ | ---------- |
| Alajuelense       | 3 - 2      | San José   | Morera Soto     | 26 de agosto |            |
| Limonense         | 2 - 0      | Cartaginés | Juan Gobán      | 26 de agosto |            |
| Herediano         | 2 - 0      | Ramonense  | Rosabal Cordero | 26 de agosto |            |
| San Carlos        | 0 - 0      | Puntarenas | Carlos Ugalde   | 26 de agosto |            |
| Sagrada Familia   | 0 - 0      | Saprissa   | Nacional        | 26 de agosto |            |
| Total de goles: 9 |            |            |                 |              |            |

| Jornada 24         | Jornada 24 | Jornada 24      | Jornada 24       | Jornada 24      | Jornada 24 |
| Local              | Resultado  | Visitante       | Estadio          | Fecha           |            |
| ------------------ | ---------- | --------------- | ---------------- | --------------- | ---------- |
| Ramonense          | 3 - 0      | Puntarenas      | Guillermo Vargas | 2 de septiembre |            |
| Cartaginés         | 1 - 1      | Alajuelense     | Fello Meza       | 2 de septiembre |            |
| San José           | 4 - 2      | San Carlos      | Ricardo Saprissa | 2 de septiembre |            |
| Herediano          | 1 - 0      | Sagrada Familia | Rosabal Cordero  | 2 de septiembre |            |
| Saprissa           | 1 - 1      | Limonense       | Nacional         | 2 de septiembre |            |
| Total de goles: 14 |            |                 |                  |                 |            |

| Jornada 25         | Jornada 25 | Jornada 25 | Jornada 25    | Jornada 25      | Jornada 25 |
| Local              | Resultado  | Visitante  | Estadio       | Fecha           |            |
| ------------------ | ---------- | ---------- | ------------- | --------------- | ---------- |
| Sagrada Familia    | 1 - 2      | Ramonense  | Nacional      | 9 de septiembre |            |
| San Carlos         | 2 - 0      | Cartaginés | Carlos Ugalde | 9 de septiembre |            |
| Puntarenas         | 6 - 1      | San José   | Lito Pérez    | 9 de septiembre |            |
| Limonense          | 1 - 0      | Herediano  | Juan Gobán    | 9 de septiembre |            |
| Alajuelense        | 1 - 2      | Saprissa   | Morera Soto   | 9 de septiembre |            |
| Total de goles: 16 |            |            |               |                 |            |

| Jornada 26         | Jornada 26 | Jornada 26      | Jornada 26       | Jornada 26       | Jornada 26 |
| Local              | Resultado  | Visitante       | Estadio          | Fecha            |            |
| ------------------ | ---------- | --------------- | ---------------- | ---------------- | ---------- |
| Ramonense          | 0 - 0      | Limonense       | Guillermo Vargas | 23 de septiembre |            |
| San José           | 0 - 3      | Cartaginés      | Nacional         | 23 de septiembre |            |
| Alajuelense        | 3 - 0      | Sagrada Familia | Morera Soto      | 23 de septiembre |            |
| San Carlos         | 2 - 2      | Herediano       | Carlos Ugalde    | 23 de septiembre |            |
| Puntarenas         | 0 - 1      | Saprissa        | Lito Pérez       | 23 de septiembre |            |
| Total de goles: 11 |            |                 |                  |                  |            |

| Jornada 27         | Jornada 27 | Jornada 27  | Jornada 27      | Jornada 27       | Jornada 27 |
| Local              | Resultado  | Visitante   | Estadio         | Fecha            |            |
| ------------------ | ---------- | ----------- | --------------- | ---------------- | ---------- |
| Cartaginés         | 0 - 1      | Ramonense   | Fello Meza      | 30 de septiembre |            |
| Limonense          | 1 - 1      | Alajuelense | Juan Gobán      | 30 de septiembre |            |
| Sagrada Familia    | 2 - 0      | San Carlos  | Nacional        | 30 de septiembre |            |
| Herediano          | 2 - 1      | Puntarenas  | Rosabal Cordero | 30 de septiembre |            |
| Saprissa           | 2 - 0      | San José    | Nacional        | 30 de septiembre |            |
| Total de goles: 10 |            |             |                 |                  |            |

| Jornada 28        | Jornada 28 | Jornada 28 | Jornada 28       | Jornada 28   | Jornada 28 |
| Local             | Resultado  | Visitante  | Estadio          | Fecha        |            |
| ----------------- | ---------- | ---------- | ---------------- | ------------ | ---------- |
| Alajuelense       | 0 - 0      | Ramonense  | Morera Soto      | 7 de octubre |            |
| Saprissa          | 2 - 2      | Cartaginés | Ricardo Saprissa | 7 de octubre |            |
| Herediano         | 2 - 0      | San José   | Rosabal Cordero  | 7 de octubre |            |
| Sagrada Familia   | 1 - 1      | Puntarenas | Nacional         | 7 de octubre |            |
| Limonense         | 0 - 0      | San Carlos | Juan Gobán       | 7 de octubre |            |
| Total de goles: 8 |            |            |                  |              |            |

| Jornada 29         | Jornada 29 | Jornada 29      | Jornada 29       | Jornada 29    | Jornada 29 |
| Local              | Resultado  | Visitante       | Estadio          | Fecha         |            |
| ------------------ | ---------- | --------------- | ---------------- | ------------- | ---------- |
| Ramonense          | 2 - 0      | Saprissa        | Guillermo Vargas | 14 de octubre |            |
| Cartaginés         | 1 - 1      | Herediano       | Fello Meza       | 14 de octubre |            |
| San José           | 0 - 2      | Sagrada Familia | Nacional         | 14 de octubre |            |
| Puntarenas         | 1 - 0      | Limonense       | Lito Pérez       | 14 de octubre |            |
| San Carlos         | 1 - 3      | Alajuelense     | Carlos Ugalde    | 14 de octubre |            |
| Total de goles: 11 |            |                 |                  |               |            |

| Jornada 30        | Jornada 30 | Jornada 30 | Jornada 30      | Jornada 30    | Jornada 30 |
| Local             | Resultado  | Visitante  | Estadio         | Fecha         |            |
| ----------------- | ---------- | ---------- | --------------- | ------------- | ---------- |
| San Carlos        | 0 - 0      | Ramonense  | Carlos Ugalde   | 21 de octubre |            |
| Sagrada Familia   | 0 - 0      | Cartaginés | Nacional        | 21 de octubre |            |
| Limonense         | 4 - 1      | San José   | Juan Gobán      | 21 de octubre |            |
| Alajuelense       | 1 - 0      | Puntarenas | Morera Soto     | 21 de octubre |            |
| Herediano         | 1 - 1      | Saprissa   | Rosabal Cordero | 21 de octubre |            |
| Total de goles: 8 |            |            |                 |               |            |

| Jornada 31         | Jornada 31 | Jornada 31      | Jornada 31      | Jornada 31     | Jornada 31 |
| Local              | Resultado  | Visitante       | Estadio         | Fecha          |            |
| ------------------ | ---------- | --------------- | --------------- | -------------- | ---------- |
| San José           | 1 - 2      | Ramonense       | Rosabal Cordero | 10 de octubre  |            |
| Puntarenas         | 2 - 1      | Cartaginés      | Lito Pérez      | 17 de octubre  |            |
| Limonense          | 1 - 0      | Sagrada Familia | Juan Gobán      | 24 de octubre  |            |
| Alajuelense        | 2 - 1      | Herediano       | Morera Soto     | 31 de octubre  |            |
| San Carlos         | 1 - 2      | Saprissa        | Carlos Ugalde   | 8 de noviembre |            |
| Total de goles: 13 |            |                 |                 |                |            |

| Jornada 32         | Jornada 32 | Jornada 32      | Jornada 32       | Jornada 32    | Jornada 32 |
| Local              | Resultado  | Visitante       | Estadio          | Fecha         |            |
| ------------------ | ---------- | --------------- | ---------------- | ------------- | ---------- |
| Ramonense          | 0 - 0      | Herediano       | Guillermo Vargas | 28 de octubre |            |
| Cartaginés         | 3 - 3      | Limonense       | Fello Meza       | 28 de octubre |            |
| San José           | 0 - 1      | Alajuelense     | Nacional         | 28 de octubre |            |
| Puntarenas         | 1 - 0      | San Carlos      | Lito Pérez       | 28 de octubre |            |
| Saprissa           | 4 - 0      | Sagrada Familia | Ricardo Saprissa | 28 de octubre |            |
| Total de goles: 12 |            |                 |                  |               |            |

| Jornada 33         | Jornada 33 | Jornada 33 | Jornada 33    | Jornada 33     | Jornada 33 |
| Local              | Resultado  | Visitante  | Estadio       | Fecha          |            |
| ------------------ | ---------- | ---------- | ------------- | -------------- | ---------- |
| Puntarenas         | 3 - 0      | Ramonense  | Lito Pérez    | 4 de noviembre |            |
| Alajuelense        | 1 - 2      | Cartaginés | Morera Soto   | 4 de noviembre |            |
| San Carlos         | 1 - 0      | San José   | Carlos Ugalde | 4 de noviembre |            |
| Sagrada Familia    | 1 - 2      | Herediano  | Nacional      | 4 de noviembre |            |
| Limonense          | 0 - 4      | Saprissa   | Juan Gobán    | 4 de noviembre |            |
| Total de goles: 14 |            |            |               |                |            |

| Jornada 34         | Jornada 34 | Jornada 34      | Jornada 34       | Jornada 34      | Jornada 34 |
| Local              | Resultado  | Visitante       | Estadio          | Fecha           |            |
| ------------------ | ---------- | --------------- | ---------------- | --------------- | ---------- |
| Ramonense          | 0 - 1      | Sagrada Familia | Guillermo Vargas | 18 de noviembre |            |
| Cartaginés         | 1 - 2      | San Carlos      | Fello Meza       | 18 de noviembre |            |
| San José           | 1 - 3      | Puntarenas      | Nacional         | 18 de noviembre |            |
| Herediano          | 3 - 3      | Limonense       | Rosabal Cordero  | 18 de noviembre |            |
| Saprissa           | 2 - 3      | Alajuelense     | Ricardo Saprissa | 18 de noviembre |            |
| Total de goles: 19 |            |                 |                  |                 |            |

| Jornada 35         | Jornada 35 | Jornada 35  | Jornada 35       | Jornada 35      | Jornada 35 |
| Local              | Resultado  | Visitante   | Estadio          | Fecha           |            |
| ------------------ | ---------- | ----------- | ---------------- | --------------- | ---------- |
| Herediano          | 1 - 1      | San Carlos  | Rosabal Cordero  | 24 de noviembre |            |
| Limonense          | 0 - 2      | Ramonense   | Juan Gobán       | 25 de noviembre |            |
| Cartaginés         | 3 - 0      | San José    | Fello Meza       | 25 de noviembre |            |
| Sagrada Familia    | 0 - 1      | Alajuelense | Nacional         | 25 de noviembre |            |
| Saprissa           | 2 - 0      | Puntarenas  | Ricardo Saprissa | 25 de noviembre |            |
| Total de goles: 10 |            |             |                  |                 |            |

| Jornada 36         | Jornada 36 | Jornada 36      | Jornada 36       | Jornada 36     | Jornada 36 |
| Local              | Resultado  | Visitante       | Estadio          | Fecha          |            |
| ------------------ | ---------- | --------------- | ---------------- | -------------- | ---------- |
| San Carlos         | 3 - 1      | Sagrada Familia | Carlos Ugalde    | 1 de diciembre |            |
| Alajuelense        | 3 - 1      | Limonense       | Morera Soto      | 2 de diciembre |            |
| Ramonense          | 0 - 2      | Cartaginés      | Guillermo Vargas | 2 de diciembre |            |
| Puntarenas         | 0 - 2      | Herediano       | Lito Pérez       | 2 de diciembre |            |
| San José           | 0 - 3      | Saprissa        | Nacional         | 2 de diciembre |            |
| Total de goles: 15 |            |                 |                  |                |            |

## Segunda fase

### Clasificación de la pentagonal
| Pos. | Equipo                | Pts. | PJ | G | E | P | GF | GC | Dif. | Notas                     |
| ---- | --------------------- | ---- | -- | - | - | - | -- | -- | ---- | ------------------------- |
| 1    | L. D. Alajuelense (C) | 11   | 8  | 4 | 3 | 1 | 10 | 4  | +6   | Clasifica a la gran final |
| 2    | Deportivo Saprissa    | 10   | 8  | 4 | 2 | 2 | 12 | 6  | +6   |                           |
| 3    | A. D. San Carlos      | 10   | 8  | 4 | 2 | 2 | 11 | 11 | 0    |                           |
| 4    | C. S. Cartaginés      | 5    | 8  | 1 | 3 | 4 | 5  | 11 | −6   |                           |
| 5    | C. S. Herediano       | 4    | 8  | 1 | 2 | 5 | 4  | 10 | −6   |                           |

 Fuente: La República
Criterios de clasificación: Puntos · Diferencia de goles · Goles a favor
|                                       |
|                                       |
| Campeón L. D. Alajuelense 15.º título |

### Resultados
| Jornada 1                | Jornada 1 | Jornada 1   | Jornada 1        | Jornada 1      | Jornada 1 |
| Local                    | Resultado | Visitante   | Estadio          | Fecha          |           |
| ------------------------ | --------- | ----------- | ---------------- | -------------- | --------- |
| Herediano                | 1 - 2     | San Carlos  | Rosabal Cordero  | 8 de diciembre |           |
| Saprissa                 | 1 - 0     | Alajuelense | Ricardo Saprissa | 9 de diciembre |           |
| Equipo libre: Cartaginés |           |             |                  |                |           |
| Total de goles: 4        |           |             |                  |                |           |

| Jornada 2               | Jornada 2 | Jornada 2  | Jornada 2     | Jornada 2       | Jornada 2 |
| Local                   | Resultado | Visitante  | Estadio       | Fecha           |           |
| ----------------------- | --------- | ---------- | ------------- | --------------- | --------- |
| Alajuelense             | 2 - 0     | Cartaginés | Morera Soto   | 12 de diciembre |           |
| San Carlos              | 1 - 0     | Saprissa   | Carlos Ugalde | 16 de diciembre |           |
| Equipo libre: Herediano |           |            |               |                 |           |
| Total de goles: 3       |           |            |               |                 |           |

| Jornada 3              | Jornada 3 | Jornada 3  | Jornada 3   | Jornada 3       | Jornada 3 |
| Local                  | Resultado | Visitante  | Estadio     | Fecha           |           |
| ---------------------- | --------- | ---------- | ----------- | --------------- | --------- |
| Cartaginés             | 0 - 1     | Herediano  | Fello Meza  | 16 de diciembre |           |
| Alajuelense            | 3 - 1     | San Carlos | Morera Soto | 19 de diciembre |           |
| Equipo libre: Saprissa |           |            |             |                 |           |
| Total de goles: 5      |           |            |             |                 |           |

| Jornada 4                 | Jornada 4 | Jornada 4  | Jornada 4        | Jornada 4       | Jornada 4 |
| Local                     | Resultado | Visitante  | Estadio          | Fecha           |           |
| ------------------------- | --------- | ---------- | ---------------- | --------------- | --------- |
| Saprissa                  | 0 - 0     | Herediano  | Ricardo Saprissa | 22 de diciembre |           |
| San Carlos                | 2 - 0     | Cartaginés | Rosabal Cordero  | 23 de diciembre |           |
| Equipo libre: Alajuelense |           |            |                  |                 |           |
| Total de goles: 2         |           |            |                  |                 |           |

| Jornada 5                | Jornada 5 | Jornada 5   | Jornada 5       | Jornada 5       | Jornada 5 |
| Local                    | Resultado | Visitante   | Estadio         | Fecha           |           |
| ------------------------ | --------- | ----------- | --------------- | --------------- | --------- |
| Herediano                | 0 - 2     | Alajuelense | Rosabal Cordero | 25 de diciembre |           |
| Cartaginés               | 1 - 1     | Saprissa    | Fello Meza      | 26 de diciembre |           |
| Equipo libre: San Carlos |           |             |                 |                 |           |
| Total de goles: 4        |           |             |                 |                 |           |

| Jornada 6                | Jornada 6 | Jornada 6 | Jornada 6     | Jornada 6       | Jornada 6 |
| Local                    | Resultado | Visitante | Estadio       | Fecha           |           |
| ------------------------ | --------- | --------- | ------------- | --------------- | --------- |
| San Carlos               | 2 - 1     | Herediano | Carlos Ugalde | 29 de diciembre |           |
| Alajuelense              | 2 - 1     | Saprissa  | Morera Soto   | 30 de diciembre |           |
| Equipo libre: Cartaginés |           |           |               |                 |           |
| Total de goles: 6        |           |           |               |                 |           |

| Jornada 7               | Jornada 7 | Jornada 7   | Jornada 7        | Jornada 7 | Jornada 7 |
| Local                   | Resultado | Visitante   | Estadio          | Fecha     |           |
| ----------------------- | --------- | ----------- | ---------------- | --------- | --------- |
| Cartaginés              | 0 - 0     | Alajuelense | Fello Meza       |           |           |
| Saprissa                | 4 - 1     | San Carlos  | Ricardo Saprissa |           |           |
| Equipo libre: Herediano |           |             |                  |           |           |
| Total de goles: 5       |           |             |                  |           |           |

| Jornada 8              | Jornada 8 | Jornada 8   | Jornada 8       | Jornada 8 | Jornada 8 |
| Local                  | Resultado | Visitante   | Estadio         | Fecha     |           |
| ---------------------- | --------- | ----------- | --------------- | --------- | --------- |
| Herediano              | 1 - 2     | Cartaginés  | Rosabal Cordero |           |           |
| San Carlos             | 1 - 1     | Alajuelense | Carlos Ugalde   |           |           |
| Equipo libre: Saprissa |           |             |                 |           |           |
| Total de goles: 5      |           |             |                 |           |           |

| Jornada 9                 | Jornada 9 | Jornada 9  | Jornada 9       | Jornada 9 | Jornada 9 |
| Local                     | Resultado | Visitante  | Estadio         | Fecha     |           |
| ------------------------- | --------- | ---------- | --------------- | --------- | --------- |
| Herediano                 | 0 - 2     | Saprissa   | Rosabal Cordero |           |           |
| Cartaginés                | 1 - 1     | San Carlos | Fello Meza      |           |           |
| Equipo libre: Alajuelense |           |            |                 |           |           |
| Total de goles: 4         |           |            |                 |           |           |

| Jornada 10               | Jornada 10 | Jornada 10 | Jornada 10       | Jornada 10 | Jornada 10 |
| Local                    | Resultado  | Visitante  | Estadio          | Fecha      |            |
| ------------------------ | ---------- | ---------- | ---------------- | ---------- | ---------- |
| Saprissa                 | 3 - 1      | Cartaginés | Ricardo Saprissa |            |            |
| Alajuelense (C)          | 0 - 0      | Herediano  | Morera Soto      |            |            |
| Equipo libre: San Carlos |            |            |                  |            |            |
| Total de goles: 4        |            |            |                  |            |            |

## Estadísticas

### Tabla de goleadores
Lista con los máximos anotadores de la temporada.
| Pos. | Jugador             | Equipo      | Goles |
| ---- | ------------------- | ----------- | ----- |
| 1.º  | Jorge Ulate         | Alajuelense | 20    |
| 2.º  | Alexandre Guimarães | Saprissa    | 16    |
| 3.º  | Leonidas Flores     | Puntarenas  | 14    |
| 4.º  | Gerardo Villalobos  | Cartaginés  | 13    |
| 5.º  | Juan Pablo Chacón   | San Carlos  | 12    |
| 6.º  | Omar Arroyo         | Alajuelense | 11    |
| 7.º  | Enrique Díaz        | Saprissa    | 11    |